# Каррегал, Оскар
Оскар Сирило Каррегал (порт.-браз. Oscar Cyrilo Carregal; 14 апреля 1898, Нитерой — неизвестно) — бразильский футболист, нападающий.

## Карьера
Каррегал дебютировал в составе «Фламенго» 24 июня 1916 года в матче с клубом «Сан-Кристован» (2:0). Первую официальную игру в составе команды Оскар провёл 1 октября в рамках чемпионата штата Рио-де-Жанейро против «Америки» (1:3). 15 ноября 1917 года Каррегал забил первый мяч за «Менго», поразив ворота «Флуминенсе» (3:3). В 1919 году нападающий в составе сборной Бразилии поехал на чемпионат Южной Америки, где его команда выиграла золотые медали. Сам игрок на поле не выходил.. Годом позже он отпраздновал победу в розыгрыше чемпионата штата. А затем повторил этот успех. Последнюю игру за «Фламенго» Каррегал провёл 24 июня 1921 года против «Бангу» (2:4).

## Личная жизнь
Оскар был женат на Марии Магдалене Саммартино (порт.-браз. Maria Magdalena Sammartino). У них было трое детей.

## Статистика
| Сезон | Команда  | Чемпионат    | Чемпионат | Чемпионат | Прочие | Прочие |
| Сезон | Команда  | Лига         | Игры      | Голы      | Игры   | Голы   |
| ----- | -------- | ------------ | --------- | --------- | ------ | ------ |
| 1916  | Фламенго | Лига Кариока | 5         | 0         | 3      | 0      |
| 1917  | Фламенго | Лига Кариока | 15        | 0         | 7      | 1      |
| 1918  | Фламенго | Лига Кариока | 18        | 6         | 5      | 0      |
| 1919  | Фламенго | Лига Кариока | 13        | 2         | 6      | 4      |
| 1920  | Фламенго | Лига Кариока | 14        | 1         | 5      | 1      |
| 1921  | Фламенго | Лига Кариока | 2         | 0         | 2      | 0      |
| Всего | Фламенго | Лига Кариока | 67        | 9         | 28     | 6      |

### Международная
| Матчи Оскара Каррегала за сборную Бразилии | Матчи Оскара Каррегала за сборную Бразилии | Матчи Оскара Каррегала за сборную Бразилии | Матчи Оскара Каррегала за сборную Бразилии | Матчи Оскара Каррегала за сборную Бразилии | Матчи Оскара Каррегала за сборную Бразилии | Матчи Оскара Каррегала за сборную Бразилии |
| ------------------------------------------ | ------------------------------------------ | ------------------------------------------ | ------------------------------------------ | ------------------------------------------ | ------------------------------------------ | ------------------------------------------ |
| №                                          | Дата                                       | Место проведения                           | Оппонент                                   | Счёт                                       | Голы                                       | Турнир                                     |
| 1                                          | 1 июня 1919                                | Рио-де-Жанейро                             | Аргентина                                  | 3:3                                        | —                                          | Кубок Роберто Чери                         |

## Достижения
- Чемпион Южной Америки: 1919
- Чемпион штата Рио-де-Жанейро: 1920, 1921